# Taraxacum lacinulatum
Taraxacum lacinulatum — вид квіткових рослин з родини айстрових (Asteraceae). Вид зростає в Європі: Естонія, Чехія, Словаччина, Німеччина, Польща; це багаторічна рослина помірних біомів.